# Yüksekova
Yüksekova – miasto w Turcji w prowincji Hakkari.
Według danych na rok 2000 miasto zamieszkiwało 59 662 osób.